# Nur Sürer

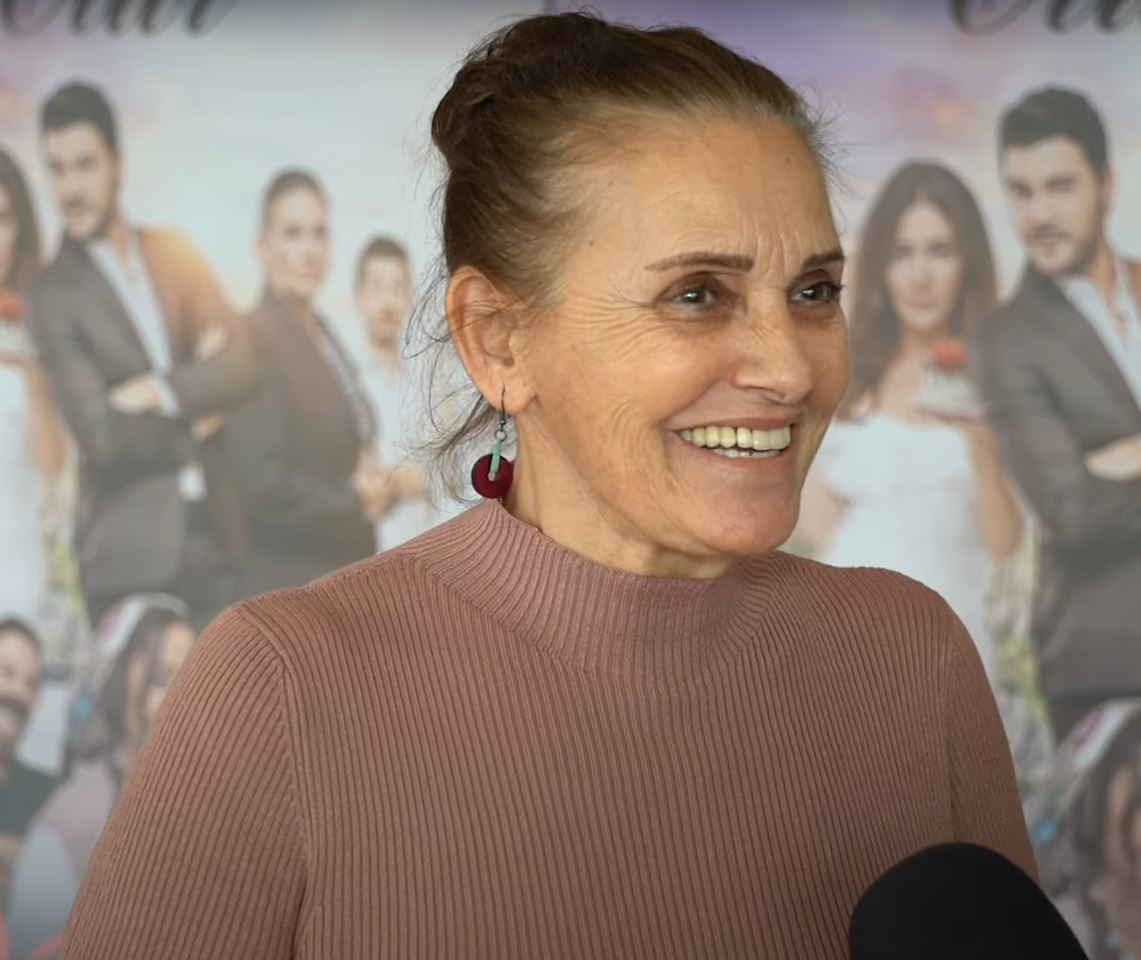
Nur Sürer

Nur Sürer (* 21. Juni 1954 in Bursa) ist eine türkische Schauspielerin, die der alevitischen Volksgruppe angehört. 
Sie wuchs in einer alevitischen Familie in Bursa auf.
Ihre erste Filmrolle hatte sie 1979 in Bereketli Topraklar unter der Regie von Erden Kıral. Bekannt wurde Sürer auf Grund ihrer Rolle in Reise der Hoffnung. Dieser Film wurde 1991 mit dem Oscar für den besten fremdsprachigen Film ausgezeichnet. Ab 2007 spielte sie in der türkischen Serie Ası (Kanal D) die Rolle der Neriman Kozcuoglu.

## Auszeichnungen
- 1982: Antalya Altın Portakal Auszeichnung für den Film Bir Günün Hikayesi
- 1989: Antalya Altın Portakal Auszeichnung für den Film Uçurtmayı Vurmasınlar
- 2002: Ankara Film Festival Auszeichnung für den Film Sır Cocukları